# Ивановский сельсовет (Шарыповский район)
Ива́новский сельсове́т — упразднённые административно-территориальная единица и муниципальное образование (сельское поселение) в Шарыповском районе Красноярского края. Административный центр поселения — село Ивановка.
6 января 2020 года сельское поселение было упразднено в связи с преобразованием муниципального района в Шарыповский муниципальный округ, переходный период до 1 января 2021 года. На уровне административно-территориального устройства соответствующий сельсовет был упразднён со 2 августа 2021 года в связи с преобразованием района в округ.

## География
Ивановский сельсовет находится на юго-западе Красноярского края, западнее районного центра.

## История
Ивановский сельсовет наделён статусом сельского поселения в 2005 году.

## Население
| 2010 | 2012  | 2013  | 2014  | 2015  | 2016  | 2017  |
| ---- | ----- | ----- | ----- | ----- | ----- | ----- |
| 1659 | ↘1622 | ↘1618 | ↗1620 | ↘1617 | ↗1633 | ↘1630 |

Гендерный состав
По данным Всероссийской переписи населения 2010 года 7 мужчин и 882 женщины из 1659 чел.

## Состав сельского поселения
В состав сельского поселения входят 6 населённых пунктов:
| № | Населённый пункт | Тип населённого пункта       | Население |
| - | ---------------- | ---------------------------- | --------- |
| 1 | Едет             | деревня                      | ↘266      |
| 2 | Ивановка         | село, административный центр | ↘770      |
| 3 | Инголь           | посёлок                      | 500       |
| 4 | Киргисуль        | деревня                      | 5         |
| 5 | Сорокино         | деревня                      | 114       |
| 6 | Юферовское       | посёлок                      | 4         |